# کاتشلهی
کاتشلهی (به چکی: Kačlehy) یک منطقهٔ مسکونی در جمهوری چک است که در ناحیه ییندریخوف هرادتس واقع شده‌است. کاتشلهی ۸٫۷۳ کیلومتر مربع مساحت و ۶۲ نفر جمعیت دارد و ۵۳۹ متر بالاتر از سطح دریا واقع شده‌است.